# Галактика з полярним кільцем

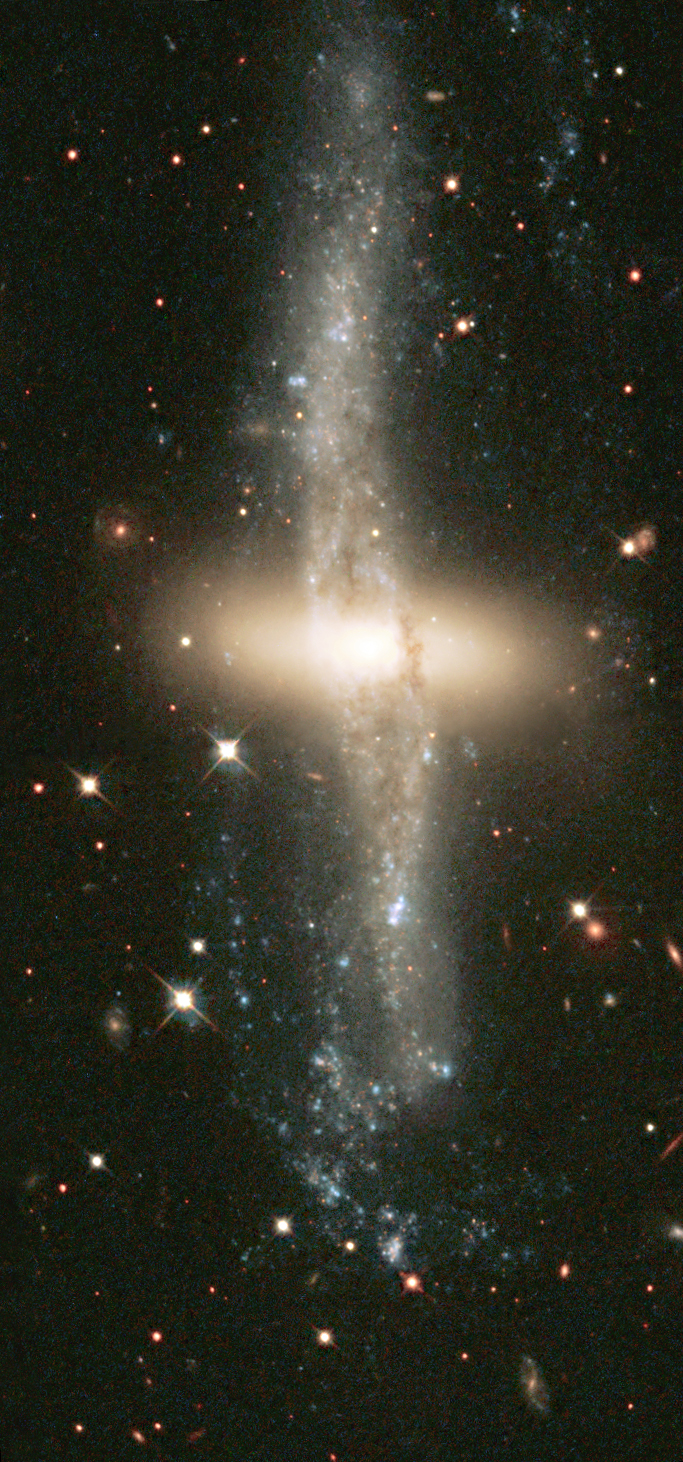
NGC 4650A — одна з перших відкритих галактик із полярним кільцем.
Фото з телескопа Хаббла, вибране астрономічним зображенням дня 10 травня 1999 р.

Галактики з полярними кільцями — це тип галактик, у яких зовнішнє кільце газу та зір обертається над полюсами галактики. Вважається, що ці полярні кільця утворюються, коли дві галактики гравітаційно взаємодіють між собою. Одним з припущень є те, що речовина, втрачена припливною галактикою, утворює полярне кільце. Інше припущення полягає в тому, що менша галактика стикається ортогонально з площиною обертання більшої галактики, при цьому менша галактика ефективно формує структуру полярного кільця. Але точного визначення, як утворилися такі галактики, вчені досі не мають.[джерело?]
Найвідоміші галактики з полярними кільцями — це лінзоподібні галактики (S0), але з фізичного погляду вони є частиною ширшої категорії, що включає й кілька еліптичних галактик.
Перші чотири лінзоподібні галактики, які були ідентифіковані як галактики з полярними кільцями, були NGC 2685, NGC 4650A, A0136-0801 та ESO 415-G26. Ці галактики були добре вивчені, хоча відтоді було ідентифіковано багато інших галактик із полярними кільцями. Близько 0,5 % усіх сусідніх лінзоподібних галактик мають полярні кільця, і цілком можливо, що близько 5 % лінзоподібних галактик могли мати полярні кільця в певний час свого існування.
Перші еліптичні галактики з полярними кільцями були ідентифіковані в 1978 році. Ними були NGC 5128, NGC 5363, NGC 1947 та Лебедь А, тоді як лінзоподібні галактики з полярним кільцем SG NGC 2685 та NGC 4650A, були зазначені як результат подібних процесів формування. Лише через кілька років, коли перші спостереження руху зір і газу в еліптичних галактиках з полярними кільцями та лінзоподібних галактиках стали можливими за допомогою кращої спектроскопічної технології, зовнішнє походження газових кілець було з'ясовано. На додаток до найвідомішого прикладу, NGC 5128 (Cen A), дуже правильне полярне кільце має еліптична галактика NGC 5266.

## Каталоги
1990 року опубліковано каталог і фотографічний атлас галактик із полярними кільцями — PRC (англ. Polar-Ring Catalog). У каталозі було 157 галактик, зібраних у чотири розділи: A, B, C і D. У розділі А 6 галактик із полярними кільцями, які кінематично підтверджені. У розділі В 27 хороших кандидатів. У розділі С 73 галактики, які є можливими кандидатами. У розділі D 51 галактика, які є пов'язаними об'єктами.
2002 року каталог було доповнено галактиками південної півкулі неба зі спостереженнями у радіолінії нейтрального водню.
2011 року опубліковано каталог SPRC (англ. Sloan-based Polar Rings Catalogue), складений із зображень Слоанівського цифрового огляду неба. Каталог є доповненням до RPC і містить 275 галактик: 70 найкращих кандидатів, 115 хороших кандидатів, 53 пов'язані об'єкти та 37 галактик, передбачувані кільця яких нахилені під великим кутом до променя зору (тобто, їх видно майже плазом).

## Галерея

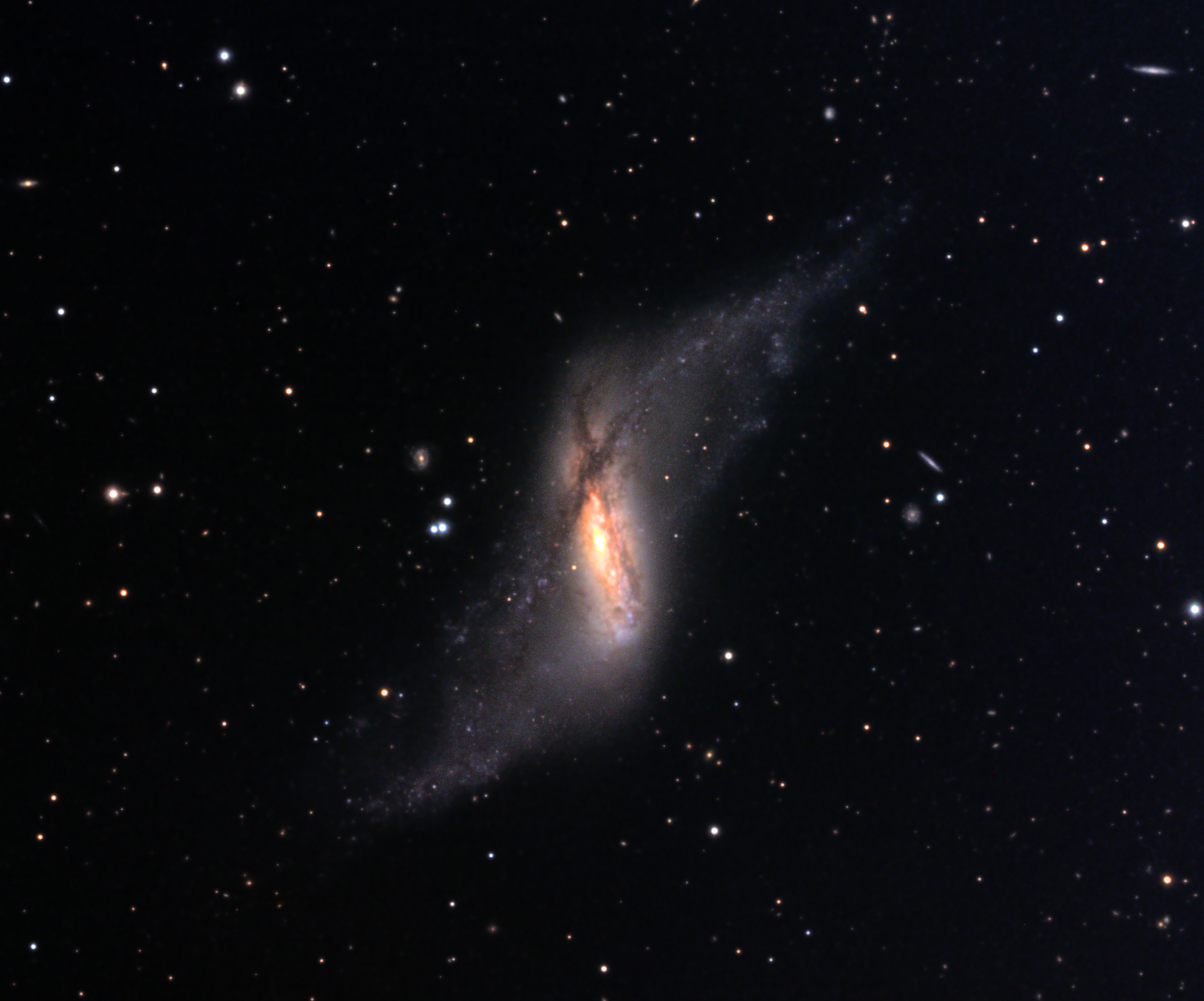
Спіральна галактика з полярним кільцем NGC 660. 24-дюймовий телескоп на горі Леммон, Аризона.
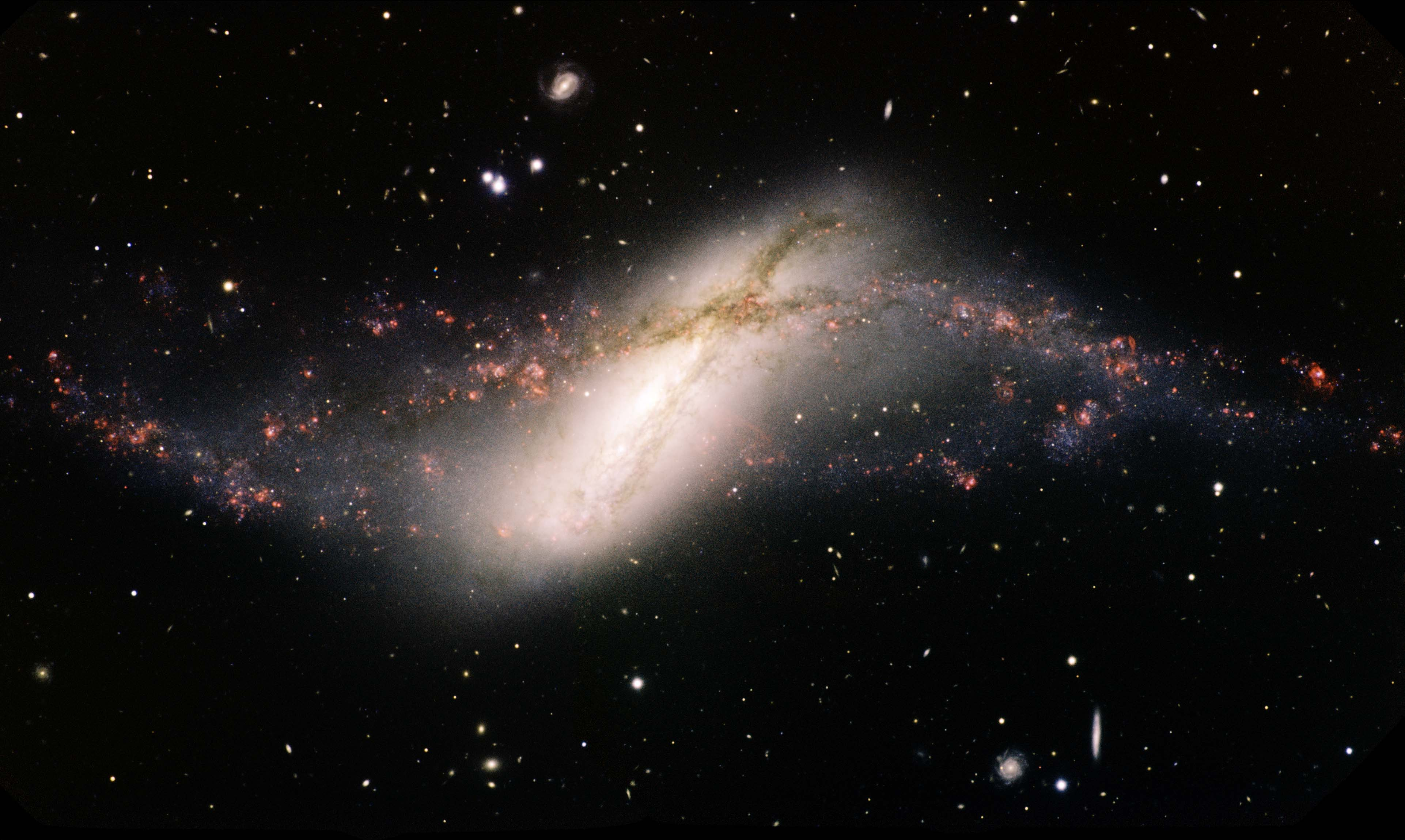
Структура галактики NGC 660 та її кільця. Gemini Observatory, AURA
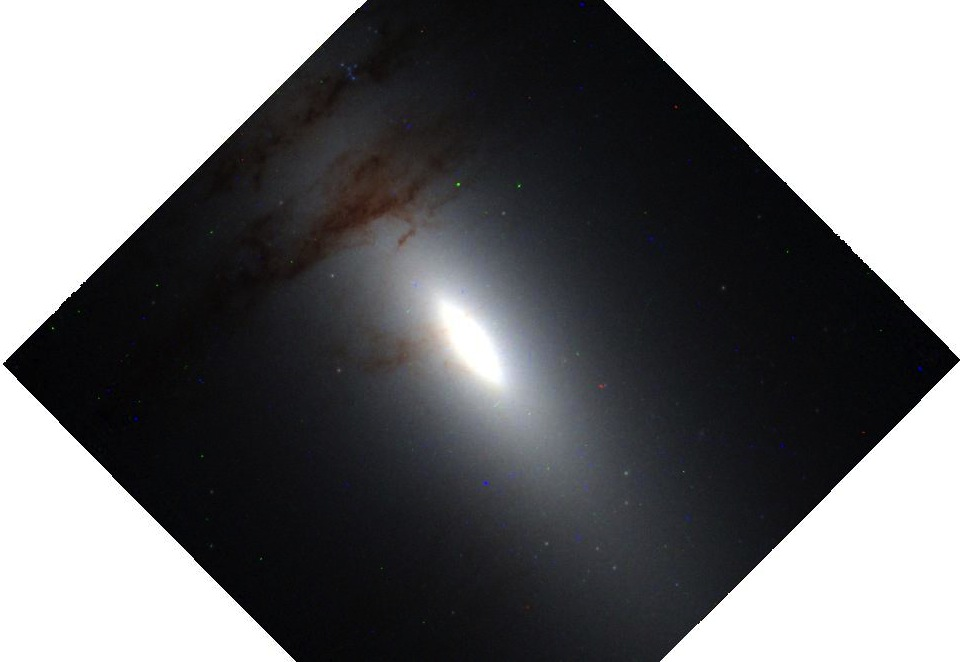
NGC 2685, HST
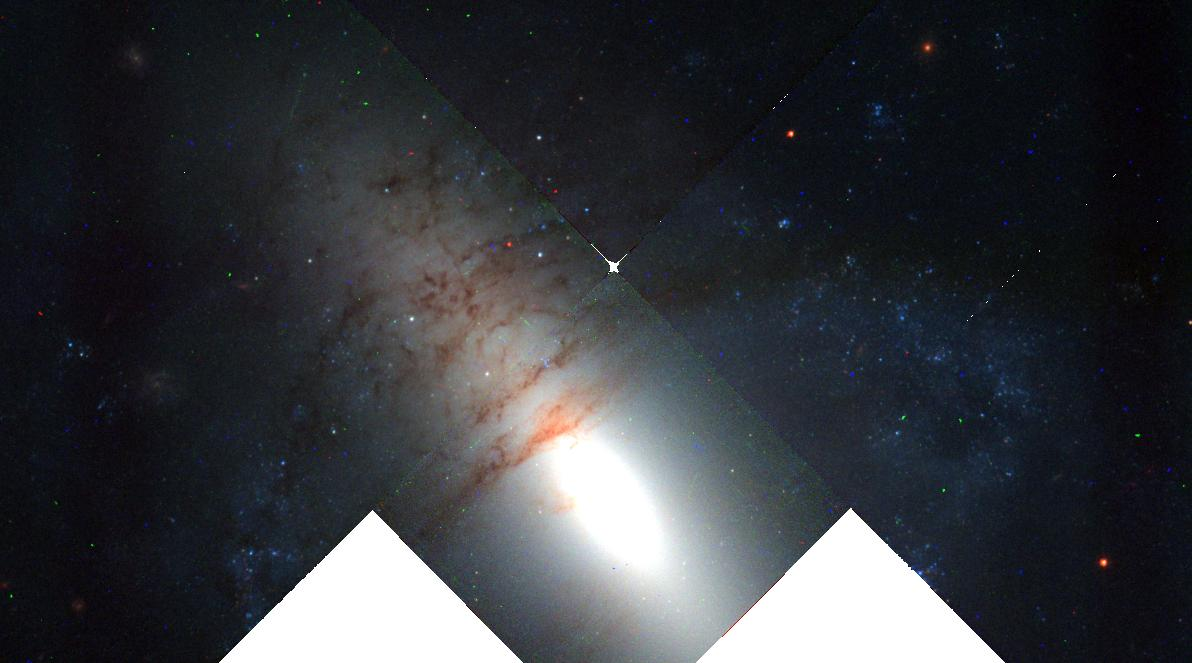
NGC 2685, HST (більш детальний вигляд.)
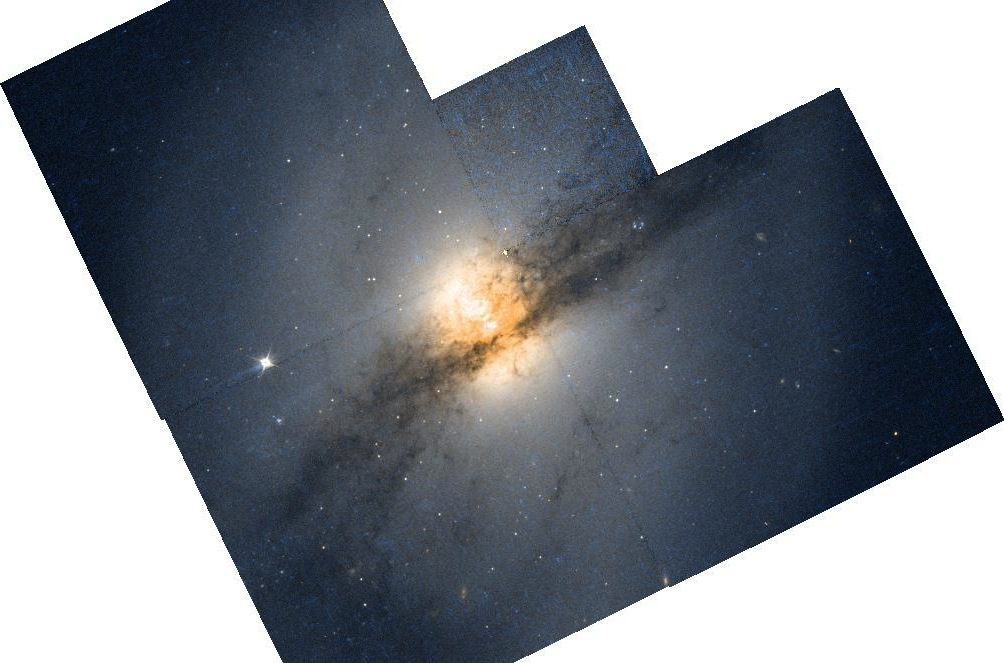
NGC 3718 HST